# Schloss Oberlauterhofen

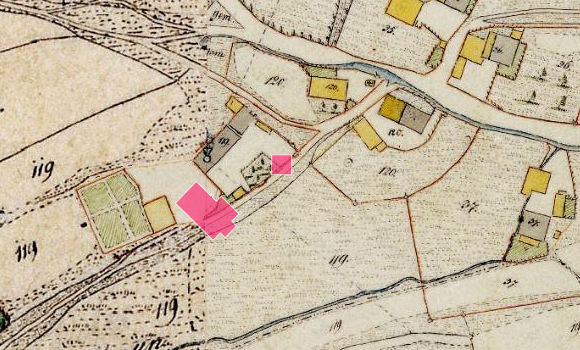
Lageplan des Schlosses Oberlauterhofen auf dem Urkataster von Bayern

Das abgegangene Schloss Oberlauterhofen befand sich beim sogenannten Karlshof der oberpfälzischen Markt Lauterhofen im Landkreis Neumarkt in der Oberpfalz von Bayern. „Archäologische Befunde im Bereich des ehem. Schlosses ‚Oberlauterhofen‘, zuvor mittelalterliche Burg“ werden als Bodendenkmal unter der Aktennummer D-3-6635-0148 geführt. Ein „Teilstück der Stützmauer der abgegangenen Burg Oberlauterhofen, Mischmauerwerk, spätmittelalterlich“ ist zudem unter der Aktennummer D-3-73-140-4 als Baudenkmal verzeichnet.

## Geschichte
Laut dem bairischen Historiografen Aventin soll Lauterhofen im Jahr 725 als kaiserliches Kammergut, abgetrennt durch Karl Martell vom Nordgau, erwähnt worden sein, das lässt sich jedoch nicht belegen und ist nach jüngsten Forschungen zur frühmittelalterlichen Geschichte des Nordgaus wenig wahrscheinlich. Auch eine Nennung zum Jahr 749, nach der Lauterhofen als Lehen an Herzog Tassilo zurückgegeben worden sein soll, ist nicht belegt. 
Die erste gesicherte Erwähnung Lauterhofens findet sich in der sog. Divisio Regnorum Karls des Großen aus dem Jahr 806. 817 kommt es an Ludwig II. den Deutschen. Bei Gründung des Klosters Kastl kurz vor 1100 hatte offenbar Graf Berengar von Sulzbach neben den Edelfreien Herren von Habsberg-Kastl Rechte am Ort Lauterhofen. 
Vermutlich wurde an der Stelle des karolingischen Reichshofs die Burg Oberlauterhofen errichtet. Hier war der Sitz eines Sulzbach-Habsbergischen Ministerialengeschlechts. Ein Pabo de Lutirhofen trat 1165 als Zeuge bei einem Kauf des Abtes von Kloster Reichenbach auf. 1235 wird ein Otto de Luterhofen in einer Urkunde des Klosters Ensdorf erwähnt. Die Burg war einst ein Reichslehen. Nach dem Aussterben der Grafen von Sulzbach-Kastl-Habsberg kam die Burg über die Grafen von Hirschberg an das Kloster Kastl. Auch die Reichsministerialen von Reicheneck waren nach dem Tod des letzten Hirschbergers zu Lauterbach begütert. Sie übergaben am 1. Mai 1308 zwei Höfe an das Kloster Kastl, deren Lehenträger Heinrich Steinlinger und Rüdiger von Mantlach waren. Die Steinlinger dürften bereits um 1300 mit der Burg belehnt worden sein. Ein Heinrich Steinlinger wird am 3. März 1293 als Zeuge unter den Ministerialen des Grafen Gebhard von Hirschberg genannt. Auch in einer Urkunde des Klosters Engelthal von 1339 wird ein Heinrich Steinlinger von Lauterbach genannt, als er ein Gut zu Traunfeld an das Kloster verkauft. Weitere Inhaber der Burg waren Erhart der Steinlinger zu Lauterhofen (1367), Lienhart der Steinlinger (1387–1417) und Ulrich Steinlinger (1454). Letzterer erhielt vom Kloster Kastl das Eigen zu Heumaden. 1464 entliehen Ulrich und Heinrich Steinlinger vom Abt Leonhard 100 Gulden auf das Schloss, die aber nicht mehr zurückbezahlt werden konnten. So musste die letzte Steinlingerin Margaretha, verh. Feuerin, 1466 einen Verkaufsbrief für das Schloss an das Kloster ausstellen. 1476 verzichtete Lukas Feuerer zugunsten des Klosters auf den Sitz. 1487 übertrug das Kloster den Sitz an den Nürnberger Bürger Wagner. 1496 verkaufte Martin Wagner das Schloss an Ulrich Ratz und dessen Frau Elisabeth. Nach den Landsassenmatrikeln saß 1518 Leonhart Petzensteiner auf Oberlautenhofen. Am 22. März 1553 verkaufte Agnes Petzensteiner den Sitz an Hans Tetzel. Ein Jahr später kam dieser von der Witwe des Tetzel an deren zweiten Mann Salomon Fuchssteiner.
Seit 1560 ist hier ein Egid Steinlinger (Verwalter des Klosters Kastl) genannt. Von dessen Gattin Dorothea ging der Sitz 1573 an die Familie ihres zweiten Mannes, die Steinhauser, über. Georg Steinhauser verkaufte am 10. März 1600 Oberlauterhofen an Raimund Kastner und 1611 kam der Sitz an Sigmund Kastner. Nachdem 1630 Wolfgang Ranitz den Sitz innehatte (den Kastners waren wegen ihres protestantischen Glaubens die Güter entzogen worden), wird 1660 auf Lauterbach Willibald Kastner und 1698 sein Sohn Rudolf genannt. Nach dem Aussterben der Kastners verkauften ihre Erben am 10. November 1706 das Schloss Oberlauterhofen an Michael Hayer, kurfürstlicher Pfleger zu Laaber. 1739 folgte Johann Karl, ein Silberdrahtverleger zu Neumarkt. Dieser ließ die Burg schleifen und errichtete an ihrer Stelle das Schlösschen Oberlauterhofen. 1741 folgte sein Schwiegersohn Josef Pettenkofer nach. Durch dessen Tochter Margaretha kam das Schloss an Adam Schöberl, Klosterrichter zu Plankstetten. 1781 fiel das Schloss an dessen Schwiegersohn Mathias Zentner, kurfürstlicher Regierungsadvokat. Seit dem 26. Juni 1812 findet man hier Ludwig von Zentner, Sohn des Mathias. Am 26. Mai 1818 wurde hier ein Patrimonialgericht II. Klasse errichtet, da das Lehengut aber allodifiziert wurde, fiel die Niedergerichtsbarkeit an den Staat.

## Beschreibung
Von dem abgegangenen Schloss hat sich nur ein Teil der Stützmauer bei der Marienkapelle des Alten- und Pflegeheims der Regens-Wagner-Stiftungen erhalten (Karlshof 2).